# Xylotoles nudus
Xylotoles nudus là một loài bọ cánh cứng trong họ Cerambycidae.